# 沉默的森田同學
《沉默的森田同学》是佐野妙的日本漫画作品。改編電視動畫於2011年播放。

## 故事简介
比别人善良，卻又考虑过多，又导致说不出话来的高中生森田真由。面对诸多问题还可能会闹出许多难言的笑话，日常的校园生活究竟会怎样打破这些僵局呢？

## 登场人物

### 主角一家
森田真由（聲：花泽香菜）
本作品的主角，16岁，高中二年级，白羊座。其实并不是因为喜欢沉默，而是“话还没整理清楚”、“时机不对”、“比较擅长听别人说话”。
森田由美（聲：七濑亚深）
真由的母亲。38岁。总是穿着和服。
真由的父亲（聲：纪昌利）
本名未知。是个典型的惧内。

### 真由的朋友
村越美樹（聲：戶松遙）
真由的青梅竹馬。與真由的個性不同，屬於有話就說的類型。
三浦千尋（聲：早見沙織）
喜欢流行时装的女孩。双子座。时常会讲出什么专业术语，但不知道是什么意思。
松坂花（聲：南條愛乃）
坚持要像小动物样行动的金发天然烫发的女子。真由认为很可爱。
（聲：平賀三恵）
真由班上的班長，成績優秀、體育萬能。
眼鏡娘（聲：土谷麻貴（OVA版）、佐藤亞美菜（TV版））

### 其他
牧先生（聲：山口理惠）
真由的班導師。
大野浩一（聲：大下孝太）
真由的同班同學，帶著眼鏡。
小久保隆太（聲：久保田龍一）
真由的同班同學，有著茶色頭髮。

## 出版書籍
| 冊數         | 竹書房         | 竹書房                                                  |
| 冊數         | 發售日期       | ISBN                                                    |
| ------------ | -------------- | ------------------------------------------------------- |
| 1            | 2008年12月27日 | ISBN 978-4-8124-7021-3                                  |
| 2            | 2010年6月26日  | ISBN 978-4-8124-7296-5                                  |
| 3            | 2011年2月26日  | ISBN 978-4-8124-7514-0 ISBN 978-4-8124-7483-9（特裝版） |
| 4            | 2011年6月27日  | ISBN 978-4-8124-7602-4                                  |
| 5            | 2012年1月27日  | ISBN 978-4-8124-7732-8 ISBN 978-4-8124-7666-6（特裝版） |
| 6            | 2012年11月27日 | ISBN 978-4-8124-8045-8                                  |
| 7            | 2013年8月27日  | ISBN 978-4-8124-8393-0                                  |
| 8            | 2014年5月27日  | ISBN 978-4-8124-8590-3                                  |
| 9            | 2014年12月27日 | ISBN 978-4-8019-5069-6                                  |
| 10           | 2015年7月27日  | ISBN 978-4-8019-5313-0                                  |
| 11           | 2016年4月27日  | ISBN 978-4-8019-5511-0                                  |
| 12           | 2017年1月27日  | ISBN 978-4-8019-5732-9                                  |
| 13           | 2017年6月27日  | ISBN 978-4-8019-5972-9                                  |
| S （短篇集） | 2017年9月30日  | ISBN 978-4-8019-6061-9                                  |
| 14           | 2017年12月27日 | ISBN 978-4-8019-6146-3                                  |
| 15           | 2018年6月27日  | ISBN 978-4-8019-6294-1                                  |

## 動畫

### OVA
2011年3月25日销售的OVA。同日销售的还有CD。
CD《森田さんは無口 theme songs》：编号 TC-10701

#### 工作人員（OVA）
- 原作 - 佐野妙（竹書房《まんがライフmomo》《まんがくらぶ》連載）
- 策划 - 松本卓也
- 策划协助 - 归山裕、坂本享哉、山岸义典
- 协助 - 《まんがライフmomo》《まんがくらぶ》编辑部
- 执行制作人 - 伊藤明博
- 制作人 - 木村淳、石塚治寿
- 脚本 - 佐藤裕
- 人物设计・美術設定 - 熊膳貴志
- 美術監督 - 羽根広舟
- 色彩設計 - 梅崎ひろこ
- 摄影監督 - 林コージロー
- 编辑 - 三嶋章紀
- 制作 - ドリームクリエイション
- 动画制作 - スタジオグラム
- 动画制作人 - 石橋淳
- 音響監督 - 野崎圭一
- 音乐 - 柿島伸次
- 監督 - 林直孝
- 製作著作 - 竹書房
- 旁白 - 松本梨花

#### 主題曲（OVA）
片头曲（沉默的森田同學）
作詞、作曲 - 森野大介 / 編曲 - 森野大介、中西ゆういちろう / 歌 - MM first（森田真由、村越美树（花泽香菜、户松遥））
片尾曲（绕远点回家吧！）
作詞 - 入江おろぱ / 作曲 - 森野大介 / 編曲 - 森野大介、中西ゆういちろう / 歌 - MM second（松坂花、三浦千寻（南条爱乃、早见沙织））

### 電視動畫

#### 工作人員（電視動畫）
- 原作 - 佐野妙（竹書房《まんがライフmomo》《まんがくらぶ》連載）
- 导演 - 林直孝
- 脚本 - 烏丸涼
- 角色設定 - 山下敏成
- 音響監督 - 野崎圭一
- 製作 - Dream Creation
- 動畫製作 - Seven
- 音響製作 - DAX Production
- 製作・著作 - 竹書房

#### 主題歌
- 第1季主題歌「もっと愛しあいましょ」

作詞 - 渡瀬マキ / 作曲・編曲 - 川添智次 / 歌 - 野水いおり
- 第2季主題歌「にゃあにゃあ気分」

作詞 - ALICE / 作曲・編曲 - Ash / 歌 - ふわわか

#### 各集列表
| 話数       | 日文标题         | 中文标题           | 分镜       | 演出       | 作画              |       |
| 第1季      | 第1季            | 第1季              | 第1季      | 第1季      | 第1季             | 第1季 |
| ---------- | ---------------- | ------------------ | ---------- | ---------- | ----------------- | ----- |
| Silence 01 |                  | 沉默的森田同學     | 山下敏成   | 山下敏成   | 山下敏成          |       |
| Silence 02 |                  | 話多的美樹         | 高橋成世   | 木村寬     | 岩田幸子          |       |
| Silence 03 |                  | 怕生的小花         | 飯泉俊臣   | 飯泉俊臣   | 飯泉俊臣          |       |
| Silence 04 |                  | 女高中生意外的散漫 | 西川貴史   | 西川貴史   | 西川貴史          |       |
| Silence 05 |                  | 女高中生喜歡吃甜食 | 高橋成世   | 山崎克之   | 山崎克之          |       |
| Silence 06 | 妄想は止まらない | 妄想無法停止       | 飯泉俊臣   | 飯泉俊臣   | 飯泉俊臣          |       |
| Silence 07 |                  | 理想各式各樣       | 高橋成世   | 坂本ひろみ | 坂本ひろみ        |       |
| Silence 08 |                  | 夏日祭要穿浴衣     | 林直孝     | 林直孝     | 山下敏成          |       |
| Silence 09 |                  | 泳池玩耍很快樂     | 林直孝     | 林直孝     | 山下敏成          |       |
| Silence 10 |                  | 山本很酷           | 林直孝     | 林直孝     | 山下敏成          |       |
| Silence 11 |                  | 偶爾一個人         | 林直孝     | 林直孝     | 山下敏成          |       |
| Silence 12 |                  | 兩人如膠似漆       | 林直孝     | 林直孝     | 山下敏成 竹內一將 |       |
| Silence 13 |                  | 休假時的大家       | 林直孝     | 林直孝     | 飯泉俊臣 山下敏成 |       |
| 第2季      |                  |                    |            |            |                   |       |
| Silence 14 |                  | 班主任是牧老師     | 林直孝     | 木村寬     | 山下敏成 飯泉俊臣 |       |
| Silence 15 |                  | 做蛋糕是真勝負     | 林直孝     | 木村寬     | 山下敏成 竹內一將 |       |
| Silence 16 |                  | 秋天是讀書的季節   | 林直孝     | 木村寬     | 飯泉俊臣          |       |
| Silence 17 |                  | 換座位要看運氣     | 林直孝     | 木村寬     | 竹內一將 山下敏成 |       |
| Silence 18 |                  | 過夜聚會很快樂     | 林直孝     | 木村寬     | 飯泉俊臣 山下敏成 |       |
| Silence 19 |                  | 秋天是戀愛的季節？ | 林直孝     | 木村寬     | 吉田肇 山下敏成   |       |
| Silence 20 |                  | 濱老師的不安       | 山内東生雄 | 木村寬     | 山下敏成          |       |
| Silence 21 |                  | 文化祭的準備很重要 | 林直孝     | 林直孝     | 徳倉栄一 山下敏成 |       |
| Silence 22 |                  | 感冒的日子待在家   | 林直孝     | 林直孝     | 徳倉栄一 山下敏成 |       |
| Silence 23 |                  | 粗心大意很可愛     | 林直孝     | 林直孝     | 山下敏成          |       |
| Silence 24 |                  | 真由生氣了？       | 林直孝     | 林直孝     | 徳倉榮一 山下敏成 |       |
| Silence 25 |                  | 聖誕節是大家的打工 | 林直孝     | 林直孝     | 山下敏成          |       |
| Silence 26 |                  | 四個人是好朋友     | 林直孝     | 林直孝     | 徳倉榮一 山下敏成 |       |

#### 播放電視台
第1期
| 播放地域 | 播放電視台   | 播放日期               | 播放時間（UTC+9）          | 所属联播网 |
| -------- | ------------ | ---------------------- | -------------------------- | ---------- |
| 京都府   | KBS京都      | 2011年7月5日 - 9月27日 | 星期二 25点30分 - 25時35分 | 独立UHF局  |
| 埼玉县   | 埼玉电视台   | 2011年7月7日 - 9月29日 | 星期四 25点00分 - 25時05分 | 独立UHF局  |
| 日本全域 | NICONICO频道 | 2011年7月7日 - 9月29日 | 星期四 25点30分 更新       | 网络电视   |

第2期
| 播放地域 | 播放電視台   | 播放日期                 | 播放時間（UTC+9）          | 所属联播网 |
| -------- | ------------ | ------------------------ | -------------------------- | ---------- |
| 京都府   | KBS京都      | 2011年10月4日 - 12月27日 | 星期二 25時30分 - 25時35分 | 独立UHF局  |
| 埼玉縣   | 埼玉电视台   | 2011年10月6日 - 12月29日 | 星期四 25時00分 - 25時05分 | 独立UHF局  |
| 日本全域 | NICONICO頻道 | 2011年10月6日 - 12月29日 | 星期四 25時30分更新        | 網路電視   |